# Konice
Konice (niem. Konitz) − miasto w Czechach, w kraju ołomunieckim. Według danych z 31 grudnia 2003 powierzchnia miasta wynosiła 2 447 ha, a liczba jego mieszkańców 2 931 osób.

## Demografia
| Rok             | 1970  | 1980  | 1991  | 2001  | 2003  |
| --------------- | ----- | ----- | ----- | ----- | ----- |
| Liczba ludności | 3 068 | 3 183 | 3 099 | 3 031 | 2 931 |

Źródło: Czeski Urząd Statystyczny